# Suèvres
Suèvres is een gemeente in het Franse departement Loir-et-Cher (regio Centre-Val de Loire). De plaats maakt deel uit van het arrondissement Blois. Suèvres telde op 1 januari 2022 1.583 inwoners.

## Geografie
De oppervlakte van Suèvres bedroeg op 1 januari 2022 36,65 vierkante kilometer; de bevolkingsdichtheid was toen 43,2 inwoners per km².
De onderstaande kaart toont de ligging van Suèvres met de belangrijkste infrastructuur en aangrenzende gemeenten.

## Demografie
Onderstaande figuur toont het verloop van het inwonertal (bron: INSEE-tellingen).